# Brasserie Amos
Die Brasserie Amos war eine Bierbrauerei mit Sitz im lothringischen Metz. Zuletzt (1989) lag der Ausstoß der Brauerei bei 230.000 hl.

## Geschichte
Die Brauerei wurde am 1. Oktober 1868 von Gustave Amos gegründet. 1905 wurde die Brauerei in eine Aktiengesellschaft umgewandelt. Um diese Zeit war die Brauerei mit einem Ausstoß von 70.000 hl die drittgrößte in der Region Moselle.  In der Zwischenkriegszeit konnte die Brauerei den Ausstoß sogar auf 180.000 hl jährlich steigern. Im Dezember 1988 wurde die Brauerei von der Familie Amos an die deutsche Brauereigruppe Karlsberg verkauft.
1993 wurde die Braustätte in Metz geschlossen. Heute wird das Bier bei der ebenfalls zu Karlsberg gehörenden Brasserie Licorne de Saverne gebraut.

## Marken
Die Brasserie Amos vertrieb ihr Bier unter folgenden Marken: Ackel Bier, Amertime, Biere Corso, Amos spéciale Urtyp, Duc luxe, Fock beer, Hansberg, Kolblan, Look up forum, Mezbrau, Mosbrau, Mosel Bier, Prima Bock, Special bock.